# Mobile Mapping

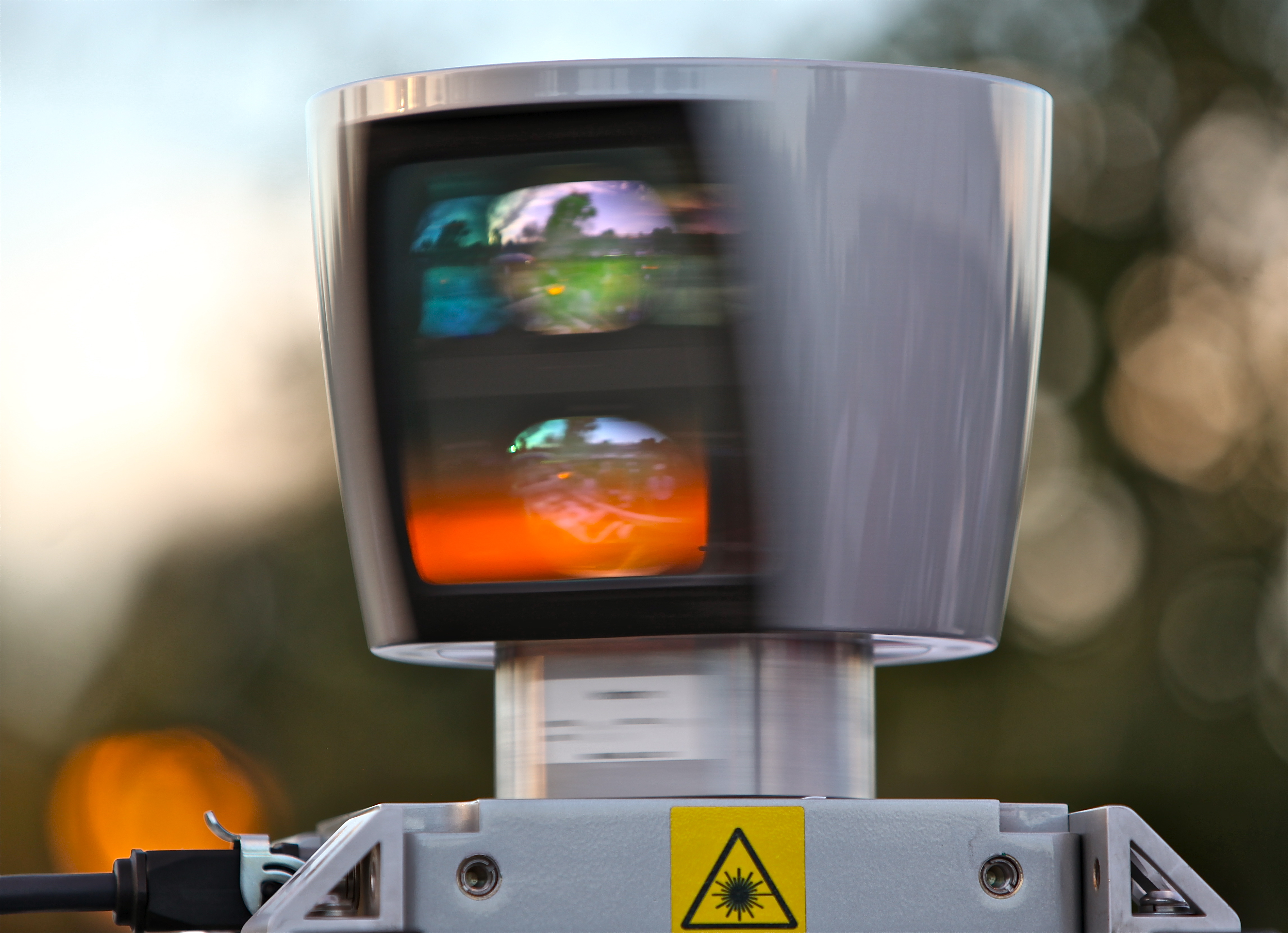
LiDAR-Laserscanner auf einem Autodach.

Mobile Mapping ist der Prozess zur Erfassung raumbezogener Daten von einer mobilen Trägerplattform. 

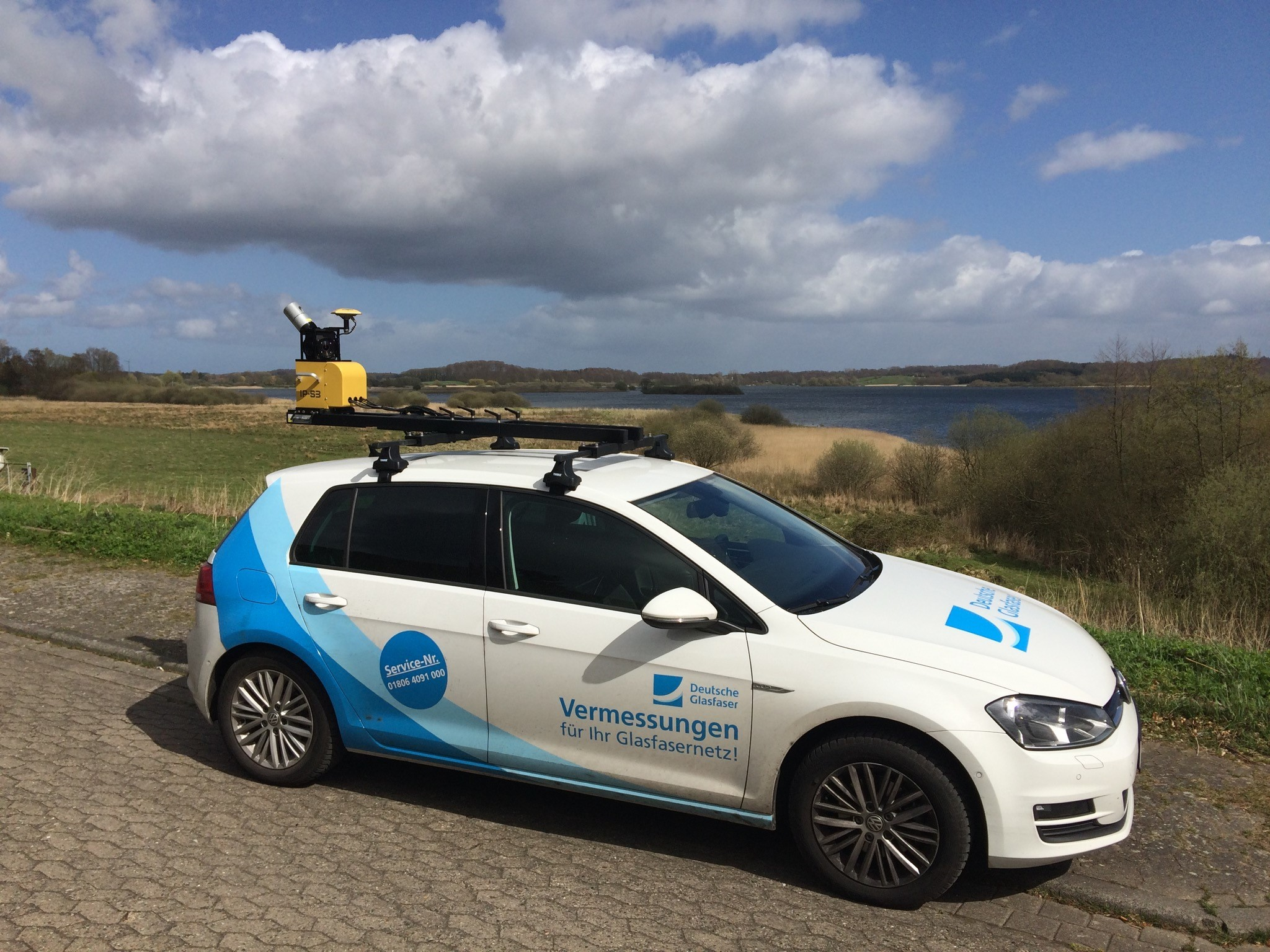
Mobile Mapping Car

Für Aufnahmen von Außenflächen können dies Motorfahrzeuge sein, Flugzeuge oder Helikopter, aber auch unbemannte Luftfahrzeuge (UAV) wie Drohnen, Oktokopter oder Modell-Helikopter. In Innenbereichen werden Rucksäcke oder Trolleys genutzt. Diese mobilen Trägerplattform ermöglichen mit einer Kombination aus Positionierungs-Sensorik (GNSS, Inertialnavigationssystem INS, DMI, SLAM) und Mess-Sensorik (Laserscanner, Bildsensoren unter anderem für Panoramabilder, Stereobilder, Videos, Thermal- und Multispektralaufnahmen) eine sehr leistungsfähige 3D-Datenerfassung. Das Resultat des Mobile Mapping sind GeoIT-Daten, Punktwolken oder digitalen Karten sowie georeferenzierte Bilder und Videos.

## Anwendungen
- Planung und Dokumentation
- Beweissicherung Vermessung und Kartierung
- Verkehrsinfrastruktur
- Inspektion, Monitoring und Analyse
- Baufortschrittskontrolle
- Building Information Modelling